# Rubicundus rubicundus
Rubicundus rubicundus – gatunek bezszczękowca z rodziny śluzicowatych (Myxinidae). 

## Zasięg występowania
Morze Filipińskie, okolice Tajwanu. 

## Cechy morfologiczne
Osiąga 46,4 cm długości. Ciało silne. 5 otworów skrzelowych rozmieszczonych w linii prostej. 100-102 gruczoły śluzowe w tym 16-17 przedskrzelowych, 3-4 skrzelowe, 62 tułowiowe, 19 ogonowych. Na czubku pyska 2 małe brodawki. Plamki oczu niewidoczne.
Ubarwienie ciała różowe. 

## Biologia i ekologia
Występuje na głębokości do 800 m.